# Anas georgica spinicauda
El pato maicero común o pato jergón grande (Anas georgica spinicauda) es una subespecie de la Anas georgica; un tipo de pato en la subfamilia Anatinae.

## Distribución y hábitat
Es una de las tres subespecies de Anas georgica, y por mucho, el más numeroso y extendido. Se encuentra en gran parte de América del Sur desde el extremo sur de Colombia hacia el sur de Tierra del Fuego en Chile y Argentina, así como en las islas Malvinas. Las otras dos subespecies son el más pequeños, Anas georgica georgica que se limita a las islas subantárticas de Georgia del Sur y que a veces es considerada una especie separada, y el extinto Anas georgica niceforoi, que tuvo lugar anteriormente en el centro de Colombia.
El pato maicero común o pato jergón habita en lagos de agua dulce, ríos, pantanos, lagunas y praderas inundadas hasta 4600 m sobre el nivel del mar en la zona de la puna de los Andes. Las poblaciones que se distribuyen en el norte son principalmente sedentarias, los de más al sur migran para el invierno austral hacia el norte hasta el sur de Brasil.

## Descripción
Esta subespecie mide 65 cm de largo. Los machos pesan de 740 a 830 g y las hembras de 660 a 770 g. La cabeza y el cuello son de color marrón con manchas finas de negro, la garganta y la parte anterior del cuello son pálidos. El cuerpo es principalmente beige-marrón con los centros oscuros de las plumas, aparecen con manchas en el pecho y más pálidos en las partes inferiores. Las plumas del dorso son de color marrón-negro con bordes color ante. Las alas son de color gris-marrón con punta de color ante de abrigos grandes y secundarios brillos negros. El espéculo es negro brillante con bordes de color ante. Las hembras son similares a los varones, aunque un poco más apagcas en la apariencia. Los jóvenes son similares a los adultos, pero más grises y con rayas en el pecho y las partes inferiores. El pato piquidorado es generalmente más pálido que el Anas georgica niceforoi, y más gris y largo que el Anas georgica georgica

## Reproducción
En el sur el área de distribución de criar es de octubre a diciembre, mientras que en el norte, en el Perú, se reproducen a partir de agosto a marzo. Los huevos son de crema a rosado pálido, miden de 56 x 40 mm de tamaño, con un peso de 42 g. La incubación dura unos 26 días y el período de incubación incipiente es de 45 a 60 días.